# Morengo
Morengo é uma comuna italiana da região da Lombardia, província de Bérgamo, com cerca de 2.253 habitantes. Estende-se por uma área de 10 km², tendo uma densidade populacional de 225 hab/km². Faz fronteira com Bariano, Brignano Gera d'Adda, Caravaggio, Cologno al Serio, Martinengo, Pagazzano, Romano di Lombardia.

## Demografia
| Variação demográfica do município entre 1861 e 2011                               |
|                                                                                   |
| Fonte: Istituto Nazionale di Statistica (ISTAT) - Elaboração gráfica da Wikipedia |